# Dankuni
Dankuni är en stad i den indiska delstaten Västbengalen, och tillhör distriktet Hugli. Folkmängden uppgick till 94 936 invånare vid folkräkningen 2011, med förorter 249 015 invånare.